# 姫路市立家島小学校
姫路市立家島小学校（ひめじしりつ いえしましょうがっこう）は、兵庫県姫路市家島町真浦に所在する公立小学校。

## 沿革
- 1902年（明治35年）4月1日 - 宮浦尋常小学校、真浦尋常小学校、家島高等小学校が合併して、家島尋常高等小学校として創立。
- 1931年（昭和6年）5月15日 - 家島尋常高等小学校男鹿分教場を開設。
- 1941年（昭和16年）4月1日 - 家島国民学校と改称。
- 1947年（昭和22年）4月1日 - 家島町立家島小学校として開校。
- 2006年（平成18年）3月27日 - 家島町が姫路市に編入され、姫路市立家島小学校と改称。
- 2006年（平成23年） - 学校給食が始まる。
- 2020年（令和2年年） - 海洋教育パイオニアスクールプログラム助成校となる。

少子化の進行は家島校区も例外ではなく、2022年（令和4年）度には初の複式学級を設置するに至った。家島校区学校地域協議会における検討の結果、将来的に家島中学校との統合による義務教育学校の設置を目指す方向性が示された。

## 通学区域
姫路市のうち、家島町宮、家島町真浦(坊勢小学校校区を除く。)。
家島諸島のうち、家島と男鹿島が該当する。また姫路市立家島中学校と校区が一致する。